# Міські голови Пустомит
Селище міського типу Пустомити (Львівська область) отримало статус міста у 1988 році.
Упродовж 1994—2002 років міським головою був Олександр Федорчук, 2002—2010 — Володимир Кардаш, з 2010 — Ростислав Ярема.

## Федорчук Олександр Іларіонович (1994—2002)
Олександр Іларіонович Федорчук (* 8 жовтня 1951) — український політик. Упродовж 1994—2002 років — міський голова Пустомит. У 2006—2010 — депутат Пустомитівської районної ради, заступник міського голови Пустомит. Позапартійний.

## Кардаш Володимир Ярославович (2002—2010)
Володи́мир Яросла́вович Ка́рдаш (* 6 квітня 1960) — український політик. Міський голова Пустомит упродовж 2002—2010 років.
У 2006 році переобраний мером міста, набравши 34,88% (2 405 голосів).
З 2010 — депутат Пустомитівської районної ради.
Член Європейської партії України. Мешкає в Пустомитах.

## Ярема Ростислав Олександрович (2010—2014)
Ростисла́в Олекса́ндрович Яре́ма (* 1971) — український підприємець і політик. З 2010 року — міський голова Пустомит. Директор будівельного ПП «Арка-Сервіс» (с. Наварія). Член партії «Фронт Змін».
На виборах міського голови 2010 набрав 1228 голосів з 5144, що взяли участь у голосуванні (23,9 %).  
Мешкає в селі Наварія. Одружений. З дружиною Наталею виховують 4 дітей: Христину, Віталія, Руслану та Соломію.
3 квітня 2014 депутати Пустомитівської міської ради достроково припинили повноваження Ростислава Яреми на посаді міського голови Пустомит.

## Серняк Олег Володимирович (2015—до тепер)
Се́рняк Оле́г Володи́мирович (* 1981) — народився 22 листопада 1981 року у місті Пустомити. Українець. Мешкає в Пустомитах. Одружений. Здобув три вищі освіти: юридичну, економічну та з державного управління. Володіє англійською, польською та німецькою мовами.
Політичну кар’єру розпочав у 2002 році. Тричі був обраний депутатом Пустомитівської міської ради (у 2002, 2006 і 2010 роках). Пройшов шлях від депутата,  секретаря ради до  міського голови. З вересня 2003 року по листопад 2015 року працював на посаді секретаря Пустомитівської міської ради. З листопада 2015 року і дотепер працює на посаді міського голови Пустомитівської міської ради.